# Hermann Noltensmeier
Hermann Noltensmeier (* 9. Juli 1908 in Heidelbeck, Lippe; † 3. Januar 1998) war ein deutsch-österreichischer reformierter Geistlicher. Von 1952 bis 1954 amtierte er als Landessuperintendent der Evangelischen Kirche H. B. in Österreich.

## Leben
Noltensmeier studierte in Marburg, Wuppertal, Berlin und Wien Evangelische Theologie. 1934 begann er seinen Dienst als Hilfskraft von Johann Karl Egli in der Gemeinde Wien-Süd der Evangelischen Kirche H.B. in Österreich, wo er 1937 zum Pfarrer gewählt wurde. 1940 als Soldat der Wehrmacht eingezogen, arbeitete er bis zum Kriegsende als Wehrmachtspfarrer, unterbrochen durch mehrfache kurze Verhaftungen. 1946 wechselte er in das Pfarramt der Reformierten Stadtkirche in Wien. Nebenamtlich übernahm er 1952 das Amt des Landessuperintendenten, also leitenden Geistlichen, der Evangelischen Kirche H.B. Mit einer Dissertation über das Schriftverständnis von Luther und Calvin wurde er 1953 zum Dr. theol. promoviert. 1954 kehrte er in seine lippische Heimat zurück, um eine Pfarrstelle an der Erlöserkirche in Detmold anzunehmen. Hier blieb er bis zu seiner Pensionierung und war auch darüber hinaus als Prediger sowie Publizist tätig.
Noltensmeier war seit 1938 mit Irmgard geb. Felber verheiratet. Zu seinen vier Kindern gehört der spätere Landessuperintendent der Lippischen Landeskirche, Gerrit Noltensmeier.

## Schriften
- Reformatorische Einheit. Das Schriftverständnis bei Luther und Calvin. Böhlau, Graz-Köln 1953.